# سس بول
سس بول (هلندی: Cees Bol؛ زادهٔ ۲۷ ژوئیهٔ ۱۹۹۵ ‏(۲۹ سال)) دوچرخه‌سوار اهل هلند است.
از باشگاه‌هایی که در آن رکاب زده‌است می‌توان به تیم دوچرخه‌سواری رابوبانک دولوپمنت اشاره کرد.